# Les Thuiles
Les Thuiles település Franciaországban, Alpes-de-Haute-Provence megyében. Lakosainak száma 365 fő (2022. január 1.). Les Thuiles Méolans-Revel, Saint-Pons, Uvernet-Fours és Les Orres községekkel határos.

## Népesség
A település népességének változása:
| Lakosok száma | 165  | 230  | 274  | 384  | 380  | 398  | 397  | 379  | 370  | 365  |
|               | 1968 | 1982 | 1990 | 2006 | 2013 | 2015 | 2017 | 2019 | 2020 | 2022 |